# Élections législatives de 1877 dans la Seine-et-Oise
Les élections législatives de 1877 ont eu lieu les 14 octobre et 28 octobre 1877.

## Députés élus
|   | Circonscription    | Député sortant         |  | Groupe parlementaire | Député élu             |  | Groupe parlementaire |
| - | ------------------ | ---------------------- |  | -------------------- | ---------------------- |  | -------------------- |
| 1 | Corbeil            | Léon Renault           |  | Centre gauche        | Léon Renault           |  | Centre gauche        |
| 2 | Étampes            | Théodore Charpentier   |  | Centre gauche        | Théodore Charpentier   |  | Centre gauche        |
| 3 | Mantes             | Gustave Lebaudy        |  | Centre gauche        | Gustave Lebaudy        |  | Centre gauche        |
| 4 | 1ère de Pontoise   | Eugène Rendu           |  | Appel au peuple      | Jules Senard           |  | Gauche républicaine  |
| 5 | 2e de Pontoise     | Amédée Jérôme Langlois |  | UR et GR             | Amédée Jérôme Langlois |  | UR et GR             |
| 6 | Rambouillet        | Émile Carrey           |  | Centre gauche        | Émile Carrey           |  | Centre gauche        |
| 7 | 1ère de Versailles | Albert Joly            |  | Union républicaine   | Albert Joly            |  | Union républicaine   |
| 8 | 2e de Versailles   | Léon Journault         |  | Gauche républicaine  | Léon Journault         |  | Gauche républicaine  |
| 9 | 3e de Versailles   | Charles Rameau         |  | Gauche républicaine  | Charles Rameau         |  | Gauche républicaine  |

## Résultats à l'échelle du département
| Partis         | Partis                        | Premier tour | Premier tour | Sièges |
| Partis         | Partis                        | Voix         | %            | Sièges |
| -------------- | ----------------------------- | ------------ | ------------ | ------ |
|                | Républicains conservateurs    | 35 486       | 29,43        | 4      |
|                | Bonapartistes                 | 28 184       | 23,37        | 0      |
|                | Républicains modérés          | 24 565       | 20,37        | 3      |
|                | Républicains radicaux         | 18 568       | 15,40        | 2      |
|                | Orléanistes, Constitutionnels | 12 130       | 10,06        | 0      |
|                | Divers                        | 1 652        | 1,37         | 0      |
|                |                               |              |              |        |
| Inscrits       | Inscrits                      | 146 938      | 100,00       | 9      |
| Votants        | Votants                       | 122 440      | 83,33        |        |
| Abstentions    | Abstentions                   | 24 498       | 16,67        |        |
| Blancs et nuls | Blancs et nuls                | 1 855        | 1,26         |        |
| Exprimés       | Exprimés                      | 120 585      | 82,07        |        |

## Résultats par arrondissement

### Arrondissement de Corbeil
| Candidats      | Candidats                    | Étiquette                | Premier tour | Premier tour |
| Candidats      | Candidats                    | Étiquette                | Voix         | %            |
| -------------- | ---------------------------- | ------------------------ | ------------ | ------------ |
|                | Léon Renault                 | Républicain conservateur | 10 244       | 62,38        |
|                | Alexandre Berthier de Wagram | Bonapartiste (dissident) | 3 297        | 20,08        |
|                | Denys Cochin                 | Constitutionnel          | 2 858        | 17,40        |
|                | Divers                       | Divers                   | 22           | 0,13         |
|                |                              |                          |              |              |
| Inscrits       | Inscrits                     | Inscrits                 | 19 169       | 100,00       |
| Votants        | Votants                      | Votants                  | 16 475       | 85,95        |
| Abstention     | Abstention                   | Abstention               | 2 694        | 14,05        |
| Blancs et nuls | Blancs et nuls               | Blancs et nuls           | 54           | 0,28         |
| Exprimés       | Exprimés                     | Exprimés                 | 16 421       | 85,66        |

### Arrondissement d'Étampes
| Candidats      | Candidats            | Étiquette                | Premier tour | Premier tour |
| Candidats      | Candidats            | Étiquette                | Voix         | %            |
| -------------- | -------------------- | ------------------------ | ------------ | ------------ |
|                | Théodore Charpentier | Républicain conservateur | 6 871        | 86,10        |
|                | Divers               | Divers                   | 1 109        | 13,90        |
|                |                      |                          |              |              |
| Inscrits       | Inscrits             | Inscrits                 | 11 680       | 100,00       |
| Votants        | Votants              | Votants                  | 8 917        | 76,34        |
| Abstention     | Abstention           | Abstention               | 2 763        | 23,66        |
| Blancs et nuls | Blancs et nuls       | Blancs et nuls           | 937          | 8,02         |
| Exprimés       | Exprimés             | Exprimés                 | 7 980        | 68,32        |

### Arrondissement de Mantes
| Candidats      | Candidats       | Étiquette                | Premier tour | Premier tour |
| Candidats      | Candidats       | Étiquette                | Voix         | %            |
| -------------- | --------------- | ------------------------ | ------------ | ------------ |
|                | Gustave Lebaudy | Républicain conservateur | 8 669        | 65,87        |
|                | Joseph Hèvre    | Républicain modéré       | 4 316        | 32,80        |
|                | Divers          | Divers                   | 175          | 1,50         |
|                |                 |                          |              |              |
| Inscrits       | Inscrits        | Inscrits                 | 16 711       | 100,00       |
| Votants        | Votants         | Votants                  | 13 514       | 80,87        |
| Abstention     | Abstention      | Abstention               | 3 197        | 19,13        |
| Blancs et nuls | Blancs et nuls  | Blancs et nuls           | 354          | 2,12         |
| Exprimés       | Exprimés        | Exprimés                 | 13 160       | 78,75        |

### Arrondissement de Pontoise

#### 1recirconscription
| Candidats      | Candidats      | Étiquette          | Premier tour | Premier tour |
| Candidats      | Candidats      | Étiquette          | Voix         | %            |
| -------------- | -------------- | ------------------ | ------------ | ------------ |
|                | Jules Senard   | Républicain modéré | 7 434        | 52,76        |
|                | Dehaynin       | Bonapartiste       | 6 638        | 47,11        |
|                | Divers         | Divers             | 18           | 0,13         |
|                |                |                    |              |              |
| Inscrits       | Inscrits       | Inscrits           | 16 158       | 100,00       |
| Votants        | Votants        | Votants            | 14 159       | 87,63        |
| Abstention     | Abstention     | Abstention         | 1 999        | 12,37        |
| Blancs et nuls | Blancs et nuls | Blancs et nuls     | 69           | 0,43         |
| Exprimés       | Exprimés       | Exprimés           | 14 090       | 87,20        |

#### 2ecirconscription
| Candidats      | Candidats              | Étiquette           | Premier tour | Premier tour |
| Candidats      | Candidats              | Étiquette           | Voix         | %            |
| -------------- | ---------------------- | ------------------- | ------------ | ------------ |
|                | Amédée Jérôme Langlois | Républicain radical | 7 522        | 60,92        |
|                | Brincard               | Bonapartiste        | 4 794        | 38,82        |
|                | Divers                 | Divers              | 32           | 0,26         |
|                |                        |                     |              |              |
| Inscrits       | Inscrits               | Inscrits            | 14 303       | 100,00       |
| Votants        | Votants                | Votants             | 12 427       | 86,88        |
| Abstention     | Abstention             | Abstention          | 1 876        | 13,12        |
| Blancs et nuls | Blancs et nuls         | Blancs et nuls      | 79           | 0,55         |
| Exprimés       | Exprimés               | Exprimés            | 12 348       | 86,33        |

### Arrondissement de Rambouillet
| Candidats      | Candidats                  | Étiquette                | Premier tour | Premier tour |
| Candidats      | Candidats                  | Étiquette                | Voix         | %            |
| -------------- | -------------------------- | ------------------------ | ------------ | ------------ |
|                | Émile Carrey               | Républicain conservateur | 9 702        | 60,03        |
|                | Ernest Arrighi de Casanova | Bonapartiste             | 6 394        | 39,56        |
|                | Divers                     | Divers                   | 65           | 0,40         |
|                |                            |                          |              |              |
| Inscrits       | Inscrits                   | Inscrits                 | 19 095       | 100,00       |
| Votants        | Votants                    | Votants                  | 16 245       | 85,07        |
| Abstention     | Abstention                 | Abstention               | 2 850        | 14,93        |
| Blancs et nuls | Blancs et nuls             | Blancs et nuls           | 84           | 0,44         |
| Exprimés       | Exprimés                   | Exprimés                 | 16 161       | 84,63        |

### Arrondissement de Versailles

#### 1recirconscription
| Candidats      | Candidats      | Étiquette           | Premier tour | Premier tour |
| Candidats      | Candidats      | Étiquette           | Voix         | %            |
| -------------- | -------------- | ------------------- | ------------ | ------------ |
|                | Albert Joly    | Républicain radical | 11 046       | 60,88        |
|                | Duverdy        | Bonapartiste        | 7 061        | 38,91        |
|                | Divers         | Divers              | 38           | 0,21         |
|                |                |                     |              |              |
| Inscrits       | Inscrits       | Inscrits            | 21 364       | 100,00       |
| Votants        | Votants        | Votants             | 18 251       | 85,43        |
| Abstention     | Abstention     | Abstention          | 3 113        | 14,57        |
| Blancs et nuls | Blancs et nuls | Blancs et nuls      | 106          | 0,50         |
| Exprimés       | Exprimés       | Exprimés            | 18 145       | 84,93        |

#### 2ecirconscription
| Candidats      | Candidats      | Étiquette          | Premier tour | Premier tour |
| Candidats      | Candidats      | Étiquette          | Voix         | %            |
| -------------- | -------------- | ------------------ | ------------ | ------------ |
|                | Léon Journault | Républicain modéré | 5 890        | 63,03        |
|                | Gauthier       | Constitutionnel    | 3 300        | 35,31        |
|                | Divers         | Divers             | 155          | 1,66         |
|                |                |                    |              |              |
| Inscrits       | Inscrits       | Inscrits           | 11 751       | 100,00       |
| Votants        | Votants        | Votants            | 9 441        | 80,34        |
| Abstention     | Abstention     | Abstention         | 2 310        | 19,66        |
| Blancs et nuls | Blancs et nuls | Blancs et nuls     | 96           | 0,82         |
| Exprimés       | Exprimés       | Exprimés           | 9 345        | 79,53        |

#### 3ecirconscription
| Candidats      | Candidats      | Étiquette          | Premier tour | Premier tour |
| Candidats      | Candidats      | Étiquette          | Voix         | %            |
| -------------- | -------------- | ------------------ | ------------ | ------------ |
|                | Charles Rameau | Républicain modéré | 6 925        | 53,54        |
|                | Barbé          | Orléaniste         | 5 972        | 46,17        |
|                | Divers         | Divers             | 38           | 0,29         |
|                |                |                    |              |              |
| Inscrits       | Inscrits       | Inscrits           | 16 707       | 100,00       |
| Votants        | Votants        | Votants            | 13 011       | 77,88        |
| Abstention     | Abstention     | Abstention         | 3 696        | 22,12        |
| Blancs et nuls | Blancs et nuls | Blancs et nuls     | 76           | 0,45         |
| Exprimés       | Exprimés       | Exprimés           | 12 935       | 77,42        |

## Sources
1. 1 2 3 4 5 6 7 8 9 10 11 12 13 14 15 16 17 18  « L'Union : La Quotidienne, La France, L'Écho francais », sur Gallica, 16 octobre 1877 (consulté le 25 avril 2025)
2. 1 2 3 4 5 6 7 8 9  « Journal officiel de la République française », sur Gallica, 10 novembre 1877 (consulté le 25 avril 2025)